# Boesenbergia bruneiana
Boesenbergia bruneiana är en enhjärtbladig växtart som beskrevs av Elizabeth Jill Cowley. Boesenbergia bruneiana ingår i släktet Boesenbergia och familjen Zingiberaceae. Inga underarter finns listade i Catalogue of Life.